# Mudau
Mudau là một thị xã nằm ở huyện Neckar-Odenwald-Kreis thuộc bang Baden-Württemberg, Đức.